# Les Mystères de Paris
Pour les articles homonymes, voir Les Mystères de Paris (homonymie).
Les Mystères de Paris est un roman français publié en feuilleton par Eugène Sue dans le Journal des débats entre le 19 juin 1842 et le 15 octobre 1843. Montrant la misère à Paris et quelques personnages travaillant à rétablir la justice, ce roman-fleuve, à mi-chemin entre le roman social et le roman-feuilleton, inaugure la littérature de masse.

## Genèse de l’œuvre

### Un écrivain bourgeois
Issu d’une des familles de médecins les plus célèbres de l’époque, fils d’un médecin de l’Empereur, puis de Louis XVIII, filleul de l’impératrice Joséphine, Eugène Sue a fait partie de la jeunesse dorée parisienne du faubourg Saint-Germain. Dans l’énergie qu’il consacre à frayer avec la noblesse de l’époque de la Restauration, on sent une pointe d’envie chez ce bourgeois qui veut à tout prix être dandy : anglophile, membre du Jockey Club qui lui coûte une fortune, « faisant du luxe pour faire grand seigneur », dit Balzac à l’époque. Ses romans maritimes ne sont pas inoubliables, ses romans mondains, puis Mathilde, Mémoires d’une jeune femme — que Dumas, entre autres, tient pour le chef-d’œuvre de Sue — l’éloignent des beaux salons.

### Amorce

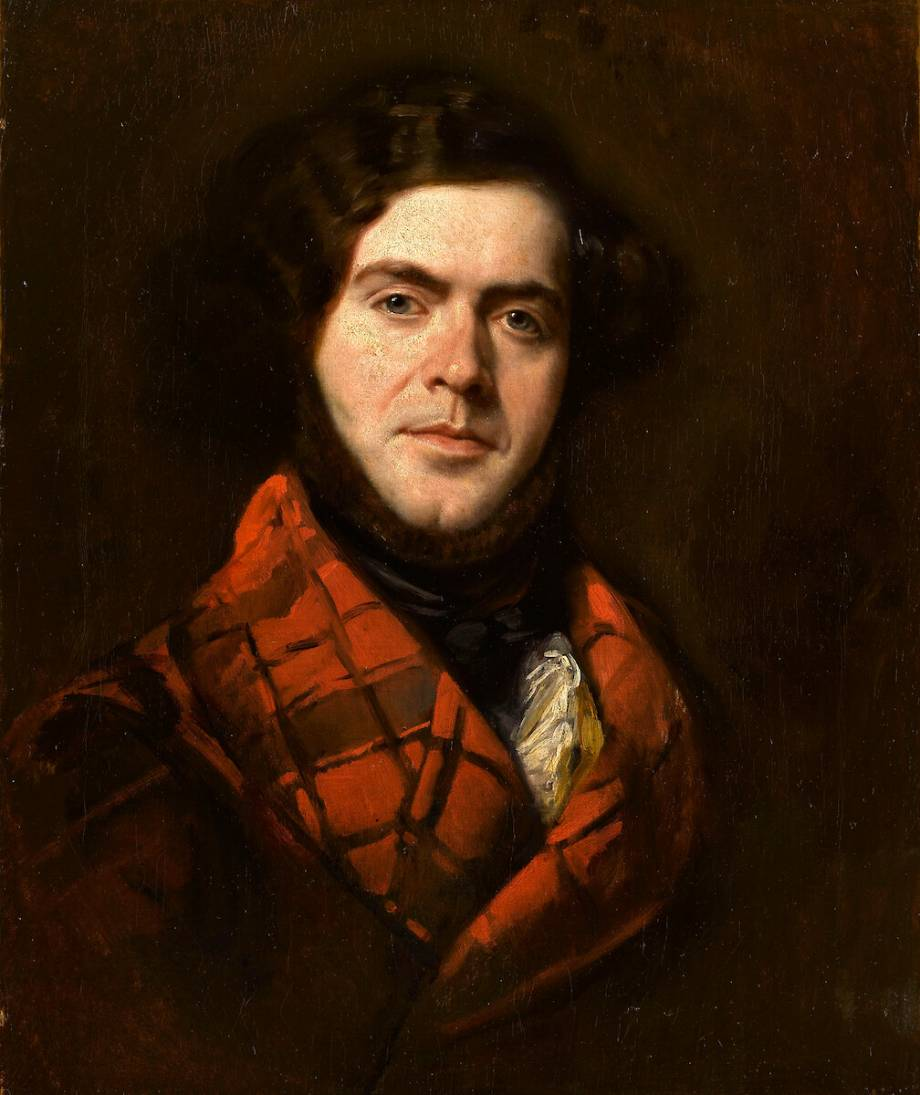
Portrait d'Eugène Sue vers 1842, musée Magnin.

C’est peut-être un besoin de revanche qui donne naissance aux Mystères de Paris. Dans un premier temps, Sue n’est pas convaincu par le projet que lui soumet son ami Prosper Goubaux : raconter non plus la bonne société mais le peuple, tel qu’il est, connaître le monde et non plus se limiter à n’en voir que la surface. La réponse de Sue fut : « Mon cher ami, je n’aime pas ce qui est sale et qui sent mauvais ».
Et puis Sue se décide. Il se procure une blouse rapiécée, se coiffe d’une casquette et descend incognito dans une taverne mal famée des zones les plus misérables de Paris.
Là, il assiste à une rixe entre deux personnes qui seront Fleur-de-Marie et le Chourineur du premier chapitre des Mystères de Paris,, qu’il rédige sitôt rentré de son expédition. Puis il rédige un second chapitre, un troisième et fait lire le tout à son ami Goubaux, lecteur et conseiller qui l’avait déjà sauvé d’une panne d’écrivain lorsqu’il écrivait Arthur.
Goubaux aime les deux premiers chapitres, pas le troisième que Sue sacrifie aussitôt et discute le plan des trois ou quatre suivants, qui est arrêté. Le jour même, Eugène Sue écrit à son éditeur. Le roman prend forme et Sue soumet ses premiers chapitres à son éditeur. Il est convenu que le livre devra faire deux volumes et ne devra pas être publié dans un journal.

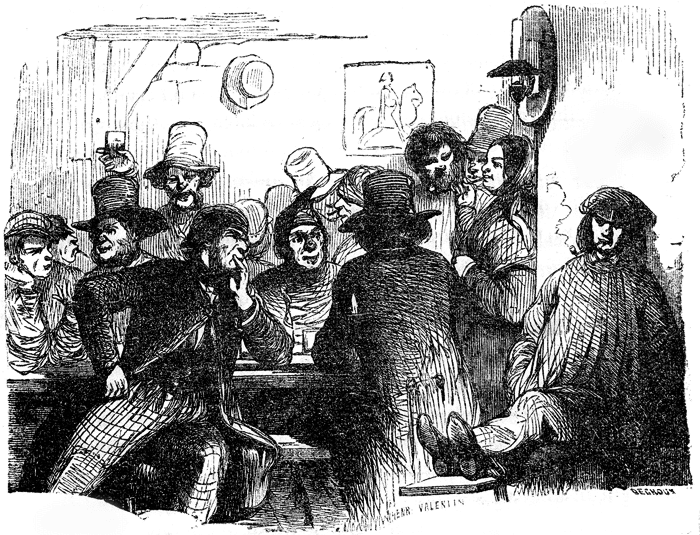
Le tapis-franc[N 1], lieu de rencontre du Chourineur, de la Goualeuse, du Maître d’école, du Squelette et les autres.
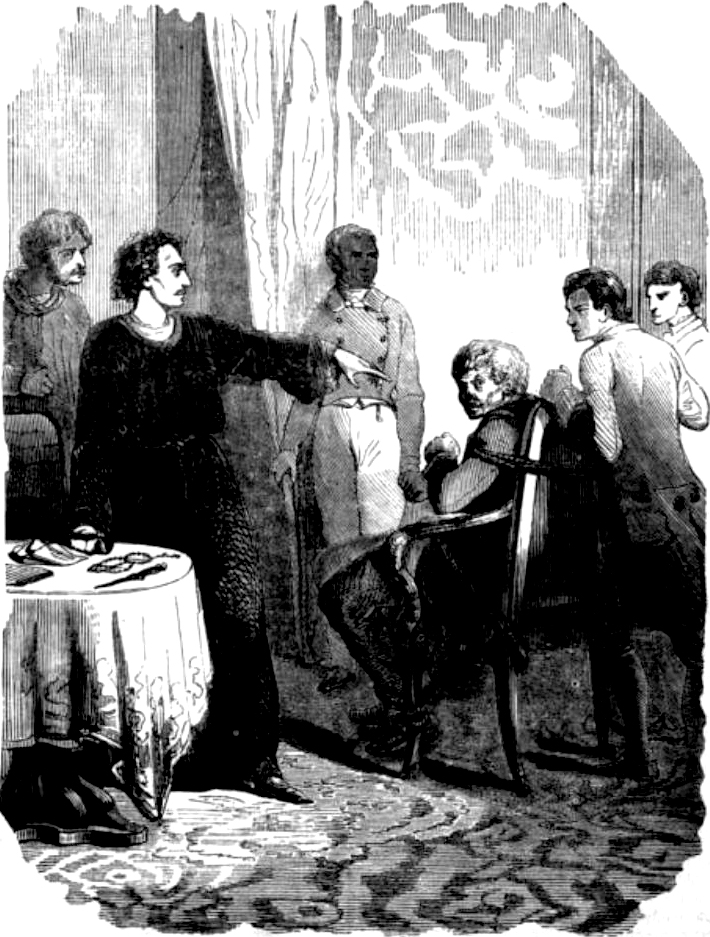
Le maitre d’école aveuglé pour ses nombreux crimes, par Staal gravé par Lavieille dans les Œuvres illustrées d'Eugène Sue, 1850.

### Publication en feuilleton
Dès la parution, le succès fut tel que rien de tout cela ne sera tenu. Il fut convenu qu'au lieu de deux volumes, on en ferait quatre, puis six, puis huit. Au total, Les Mystères de Paris feront dix volumes et seront diffusés par le Journal des débats qui paiera Sue 26 500 francs. De là viennent la lassitude et l'affaiblissement des quatre derniers volumes notés par Dumas.

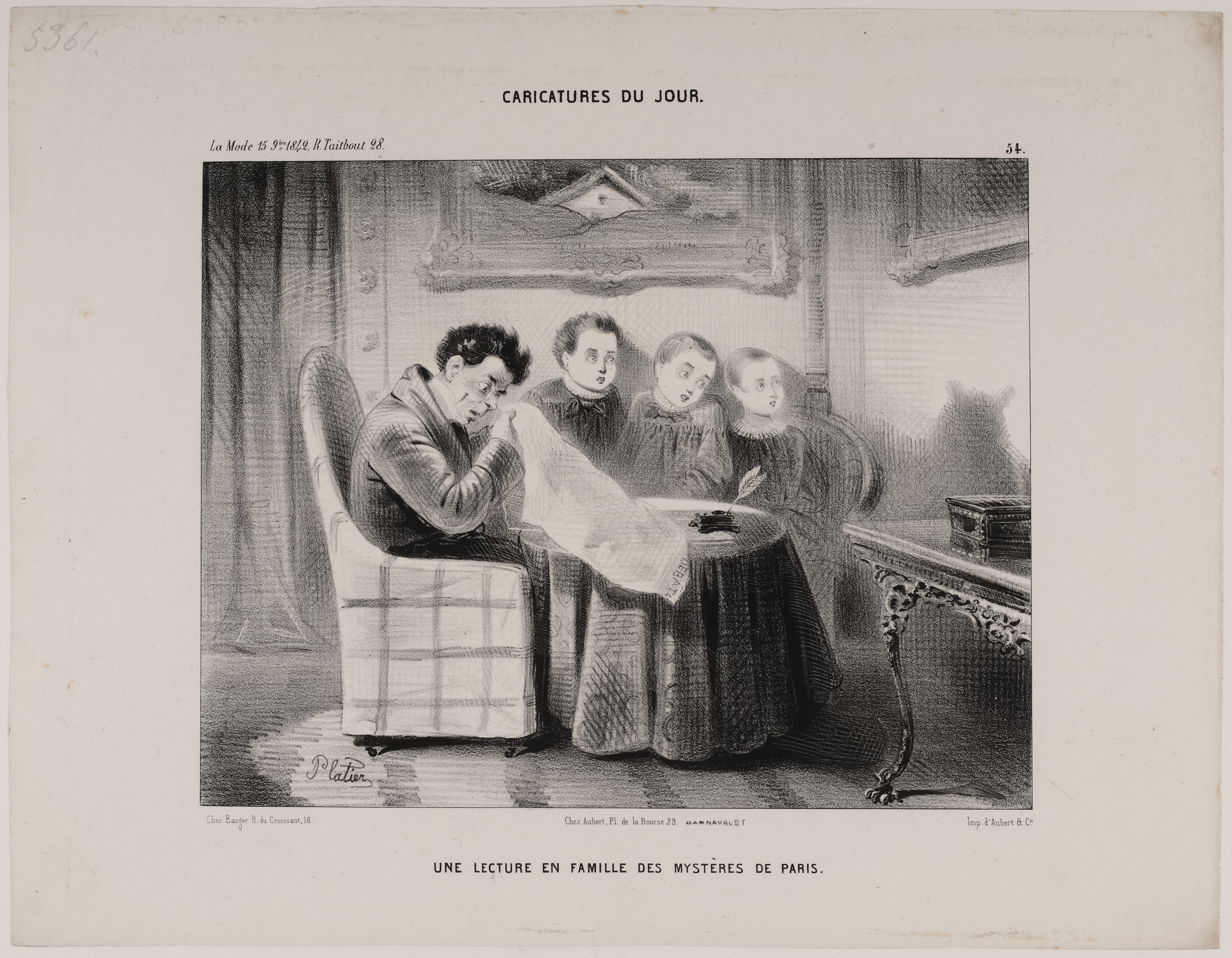
« Une lecture en famille des Mystères de Paris », caricature de Jules Platier publiée dans La Mode, 15 novembre 1842.

Le succès est immédiat et bientôt universel, touchant toutes les couches de la société et tous les pays. Les Mystères déchainent les passions et leur auteur reçoit une abondante correspondance qui témoigne de l’importance du phénomène suscité par le roman. Ce n’est qu’avec ce succès que Sue comprend que son propre roman a un sujet grave, fondamental, universel et de roman des classes dangereuses qu’il était à l’origine, il devient, en cours de rédaction, le roman des classes laborieuses qui inaugure le roman social des bas-fonds. Sue, qui avait commencé par s’excuser auprès de ses lecteurs bourgeois et nobles de les plonger dans les sordides horreurs du Paris des bas-fonds, va dès lors infléchir, à la suite des milliers de lettres d’inconnus qu’il va recevoir, la ligne première de son roman pour en faire une tribune ouverte aux lecteurs mécontents de la société. 

« L’écrivain Félix Pyat emmène un jour Eugène chez un ouvrier : « Eugène Sue était descendu de son coupé, avec toutes les élégances dont il était encore l’arbitre, ganté, verni, lustré, un parfait dandy, quoiqu’un peu gras déjà, par son âge, et surtout par sa vie assise de romancier-feuilleton. Il se trouva en face d’une blouse aux manches retroussées sur deux bras nus et deux mains salies, ou plutôt noircies par la poudre des métaux… L’ouvrier avait le verbe et donnait la lumière. Discutant théorie et pratique, les divers systèmes à la mode, saint-simonisme, fouriérisme, comtisme, tous les « ismes » du jour, il traita à fond les questions économiques les plus ardues, matière première, main-d’œuvre, crédit, produit, salaire, échange, circulation et distribution, capital et travail associés ou opposés, tous les problèmes de la science sociale, sans esprit de secte, avec le génie du philosophe, la passion du tribun, la raison de l’homme d’État et le bon sens de l’ouvrier, terminant par la misère du peuple avec une charité d’apôtre, une foi de prophète et une espérance de martyr – si bien qu’à la fin de ce prodigieux discours, Eugène Sue, comme illuminé de rayons et d’éclairs, se leva et s’écria : je suis socialiste. » »

Sue n’hésite pas à prendre position, dans son roman, sur divers sujets de société, notamment la cherté de la justice, les conditions de détention dans les prisons, et les conditions de soins dans les hôpitaux.

## Résumé

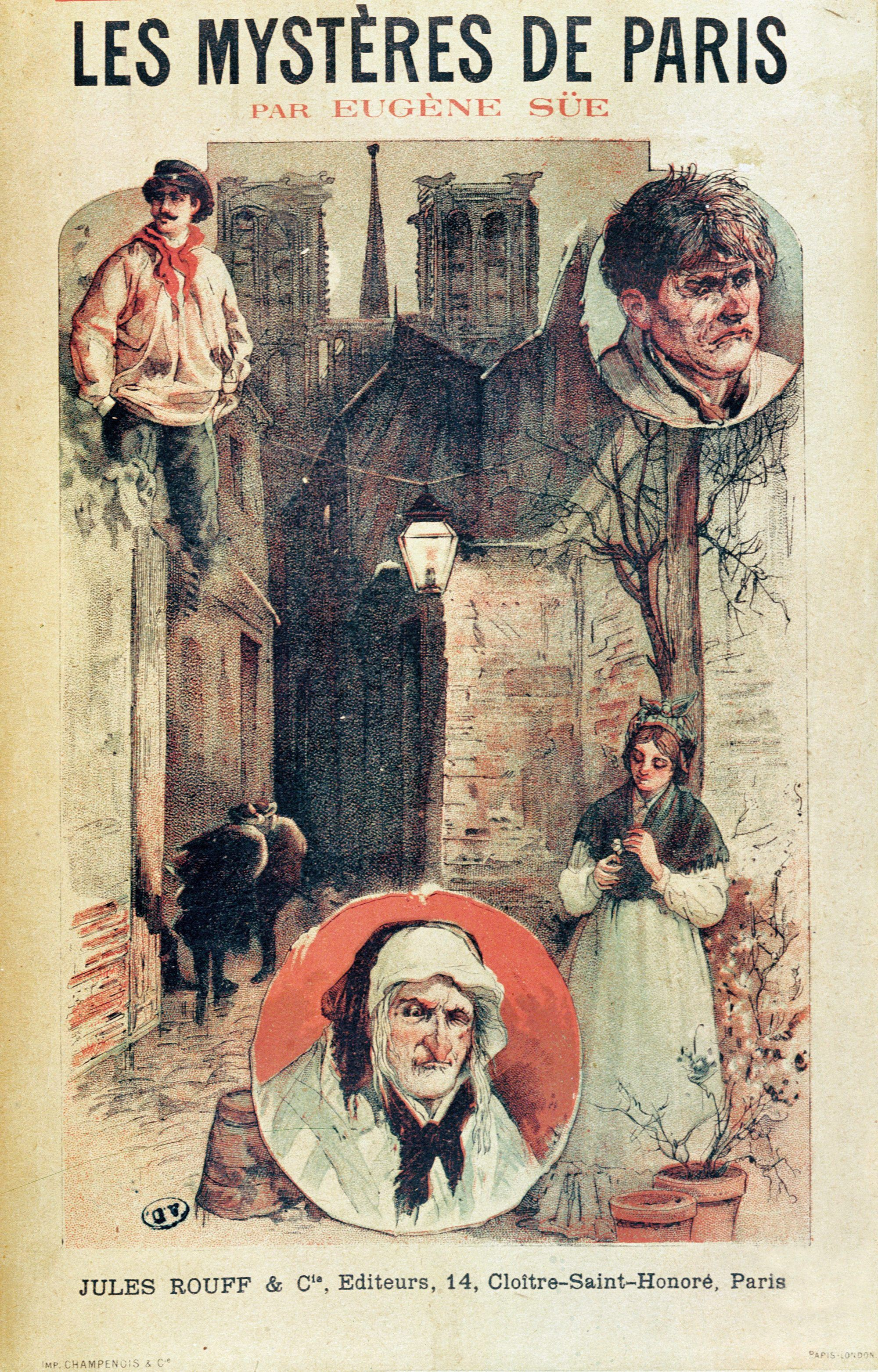
Rodolphe vêtu en ouvrier, le Chourineur (en médaillon en haut à droite), la Chouette (en médaillon au centre) et la Goualeuse.
Affiche publicitaire pour la réédition du roman chez Rouff, fin du XIXe siècle.

Rodolphe, personnage mystérieux au début du roman, s'attelle à rétablir une forme de justice sociale dans le Paris de la première moitié du XIXe siècle. Il croise donc des travailleurs pauvres, aussi bien que des criminels, voulant récompenser les bons et punir les méchants. Les péripéties des héros leur font parcourir Paris et ses environs, décrivant ainsi des lieux types de population : la ferme, l'immeuble du Vieux Paris et les rues.
L'histoire commence dans les ruelles qui couvrent l’Île de la Cité avant que les travaux d'Haussmann les fassent disparaître. Rodolphe, qui semble être un ouvrier, y assiste à une dispute entre une jeune prostituée et un homme, qu'il remet à sa place. Une bagarre s’ensuit et Rodolphe a le dessus malgré la force physique de l'autre.
Rodolphe, sans rancune, propose alors à son adversaire de lui offrir un verre. C’est l’occasion pour lui d’entendre l’histoire de la vie de cet homme, surnommé le Chourineur en raison de son passé : d'abord apprenti boucher, il est chargé d'égorger les bêtes, puis, à l’armée, il s’emporte contre un sergent et le tue d'un coup de couteau, ce qui lui vaut de passer 15 années au bagne. Néanmoins, Rodolphe sent qu’il est foncièrement bon et lui donne sa chance en lui demandant de l’aide.

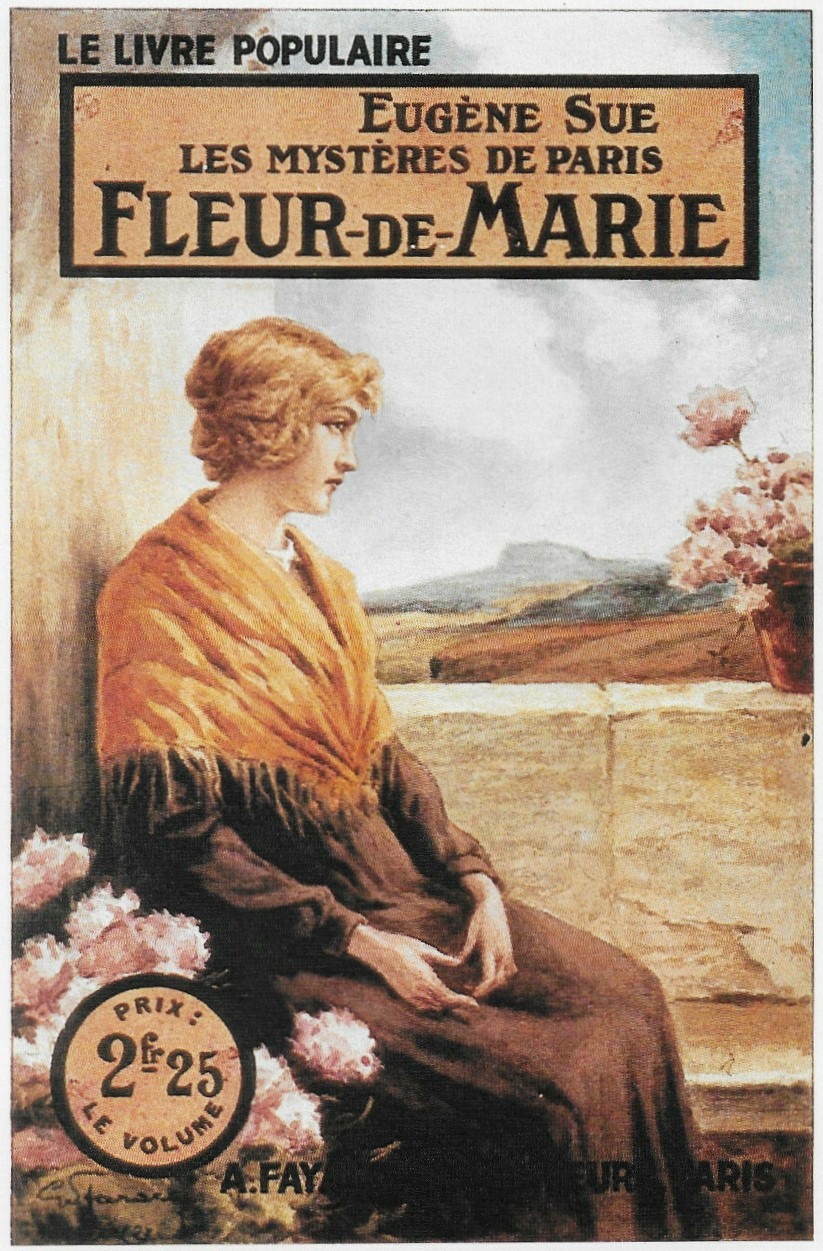
Fleur-de-Marie, couverture illustrée par Gino Starace pour l'édition de la Librairie Arthème Fayard, collection « Le Livre populaire », no 28 bis, vers 1907.

La jeune fille à qui il est venu en aide a à peine 16 ans. Malgré son histoire difficile, elle chante d’une belle voix, c’est pourquoi on la surnomme la Goualeuse. Orpheline, elle n’a même jamais connu ses parents. Elle a été au service d’une vieille femme acariâtre pour qui elle devait vendre du sucre d’orge et qui la battait. Un jour, elle lui a arraché une dent pour la punir et la jeune fille s’est enfuie. C’est alors qu’elle a été arrêtée et mise en prison, car elle était considérée comme une vagabonde. Elle y a passé presque 10 ans et en est sortie à 16 ans avec un petit pécule correspondant à son salaire pour les travaux de ses années de prison. Une de ses amies de prison, Rigolette, s’est servie (avec son consentement) de cette somme pour acheter quelques meubles, louer une chambre minuscule et faire des travaux de couture pour vivre. Elle s’est rapidement retrouvée sans un sou car, oubliant sa pauvreté, elle a aidé une femme qui venait d’accoucher dans une cave insalubre. Complètement démunie, sans rien pour subsister, elle est devenue la proie d’une tenancière de bar qui a essayé de la contraindre à faire le trottoir.
Rodolphe rachète les dettes de la Goualeuse et la fait sortir de Paris. Il la place dans une ferme tenue par une brave femme et ce sont les plus beaux jours de la Goualeuse.
Rodolphe n’est pas ce que son costume d’ouvrier laisse paraître et il n’est venu dans les pires quartiers de Paris que parce qu’il recherche des informations sur François Germain, le fils de la fermière chez qui il a placé la Goualeuse. Ses recherches lui font rencontrer des gens louches et il finit par être enlevé : il ne devra son salut qu’au Chourineur. Rodolphe n’est pas avare et il achète une boucherie pour placer son sauveur. Ce dernier se rend compte qu’il ne pourra plus égorger comme avant les bêtes et Rodolphe l’envoie alors en Algérie pour y acquérir une ferme.

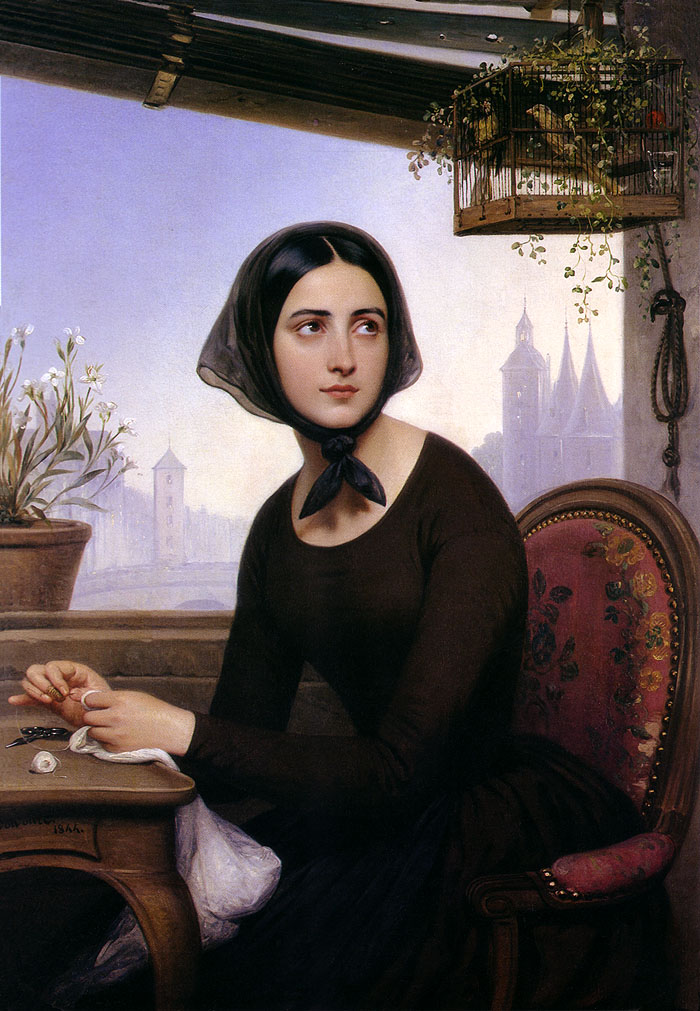
Rigolette cherchant à se distraire en l'absence de Germain, peinture de Joseph-Désiré Court, musée des Beaux-Arts de Rouen, 1844.

Pendant ce temps, pour retrouver François Germain, il prend en location l’ancienne chambre que ce dernier a quittée précipitamment. Rodolphe pense qu’il pourra ainsi mieux glaner des renseignements. C’est ainsi qu’il fait la connaissance de Rigolette qui lui explique ses principes d’économies, lui montre que d’occasion on peut acheter pour pas cher tout ce dont un ouvrier a besoin et qu’elle ne demande rien d’autre que le maigre salaire qu’elle retire de ses travaux de couturière. En l’entendant, il l’admire, mais craint aussi pour elle : son budget est si serré que la moindre maladie, la moindre baisse dans ses commandes fera qu’elle se retrouvera à la rue.
Pourtant, malgré cette situation précaire, Rigolette prend sur son nécessaire pour aider une famille d’ouvrier encore plus dans le besoin. Le père taille des pierres précieuses et, à la suite d'un accident, il en a perdu une. Pour la rembourser, il a dû emprunter une forte somme à usure à un notaire véreux. Le notaire profite de cette dette pour forcer sa fille à coucher avec lui. La jeune fille résiste et il veut faire arrêter le père pour dettes : il ne doit qu’à l’intervention de Rodolphe qui paye les créanciers de ne pas dormir en prison. Pourtant, sa fille arrive à la dernière minute avec la somme que vient de lui remettre François Germain qui travaille chez le notaire et qui a entendu qu’on allait arrêter l’ouvrier. Il a alors subtilisé la somme dans la caisse de l’étude en pensant la remettre le lendemain, car il a autant d’économies à lui qu’il va mobiliser. Malheureusement pour lui, son vol est détecté par le notaire qui en profite pour porter plainte en parlant d’une somme bien plus forte, ce qui fait qu’il finit en prison où Rigolette se rend le visiter régulièrement et prend peu à peu conscience de son amour pour lui.
Rodolphe a ainsi retrouvé François Germain : il ne lui reste plus qu’à le faire sortir de prison. Pour ce faire, il faut que le notaire retire sa plainte. Il faut aussi qu’il le fasse payer pour avoir envoyé en prison l’ouvrier et pour d’autres spoliations dont il est responsable. Il apprendra ensuite que le notaire est encore coupable de crimes bien plus grands. En effet, il y a 17 ans, Rodolphe a eu une fille avec une jeune fille qui manœuvrait pour qu’il l’épouse, lorsque le père de Rodolphe l’a écartée, elle a confié la fille au notaire pour qu’il la fasse élever en espérant s’en servir plus tard pour faire pression sur Rodolphe. Elle veut en effet à tout prix se faire épouser, puisque Rodolphe, sous ses costumes d’ouvrier redresseur de torts, est le grand-duc d’un État d’Allemagne (on est au milieu du XIXe siècle, avant la création de l‘empire de Guillaume Ier). Il est riche à milliards et presque l’équivalent d’un roi.
Le notaire a fait passer l’enfant pour morte lorsqu’elle avait 6 ans, afin de conserver à son profit la rente qu’on lui avait confiée pour assurer l’éducation de la fillette. Il l’a vendue à la Chouette d'où elle s’est enfuie. Il n’a retrouvé sa trace que récemment et, pour éviter que son crime ne se sache, il a demandé à ses complices d’enlever la jeune fille et de la noyer. Cette fille n’est autre que la Goualeuse qui a été sauvée in extremis par une de ses anciennes compagnes de prison qui l'a repêchée au péril de sa vie et fait soigner par un médecin du village voisin.
Au cours de toutes ces aventures, Rodolphe vient aussi en aide à une femme de son monde à qui il explique que, plutôt que de vouloir prendre un amant pour combler le vide de sa vie (sa belle-mère l’a forcée à épouser un épileptique), elle peut, comme lui, faire le bien autour d'elle. Lorsqu’elle sera veuve quelques mois plus tard, à 22 ans, il finira par lui révéler son amour et l’épouser.
Lorsqu’il retrouve la jeune fille en bonne santé, il n’a qu’une hâte : retourner dans son pays et y reprendre son rang afin que sa fille puisse jouir de tous les privilèges qu’elle n’a jamais eus.
Néanmoins, cela ne réussit pas à la jeune fille, car non seulement elle ne s’y sent pas à sa place, mais en plus, elle ne se sent pas digne de tous les grands personnages qu’elle côtoie. Ainsi, lorsqu’un jeune noble tombe amoureux d’elle, elle le repousse. Elle pense que jamais elle ne sera digne d’aucun homme, surtout après avoir été brièvement une fille publique. En somme, elle était bien plus heureuse dans la ferme, alors qu’elle ne croyait être qu'une protégée de Rodolphe et non une princesse.
Elle entre alors au couvent où, après une année de noviciat, elle prononce ses vœux. Son grand cœur la fait élire par ses compagnes abbesse, mais elle ne profitera pas de ce titre, car elle meurt le jour même d’une maladie de poitrine contractée à cause des dures privations en vigueur au couvent.

## Personnages

### Rodolphe
Le héros des Mystères est le mystérieux Rodolphe, un homme d’une distinction parfaite dont on ne tardera pas à deviner les origines princières (il est en réalité le grand-duc de Gérolstein, un pays imaginaire appartenant probablement à la Confédération germanique) mais qui peut, lorsqu’il le souhaite, se travestir en modeste ouvrier.
Capable de comprendre les usages de la pègre de la Cité, capable de parler l’argot, doué d’une force extrême et d’un grand talent pour se battre, Rodolphe est quelqu’un d’à peu près parfait. Sa compassion pour le petit peuple est totale, son jugement infaillible, ses idées brillantes. Rodolphe n’a aucun défaut, tout au plus quelques erreurs passées à réparer.
Rodolphe est accompagné de complices précieux : Sir Walter Murph, un Britannique, et David, un médecin noir surdoué, ancien esclave.
Avant d’être un héros, Rodolphe personnifie le projet du livre lui-même : il navigue sans encombre dans toutes les couches de la société, parvient à les comprendre et à comprendre leurs problèmes respectifs et comment ils sont liés.

### Gens du peuple

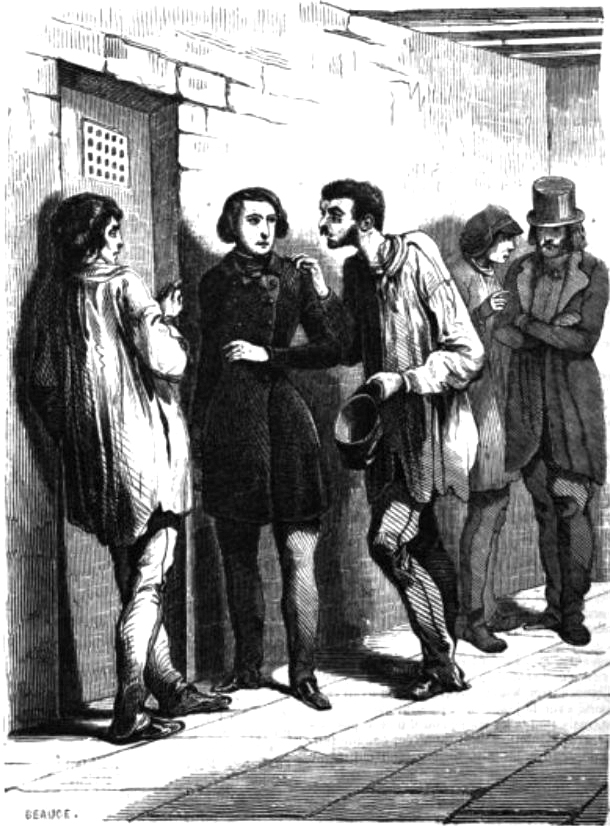
La prison, par Beaucé gravé par Lavieille dans les Œuvres illustrées d’Eugène Sue, 1850.

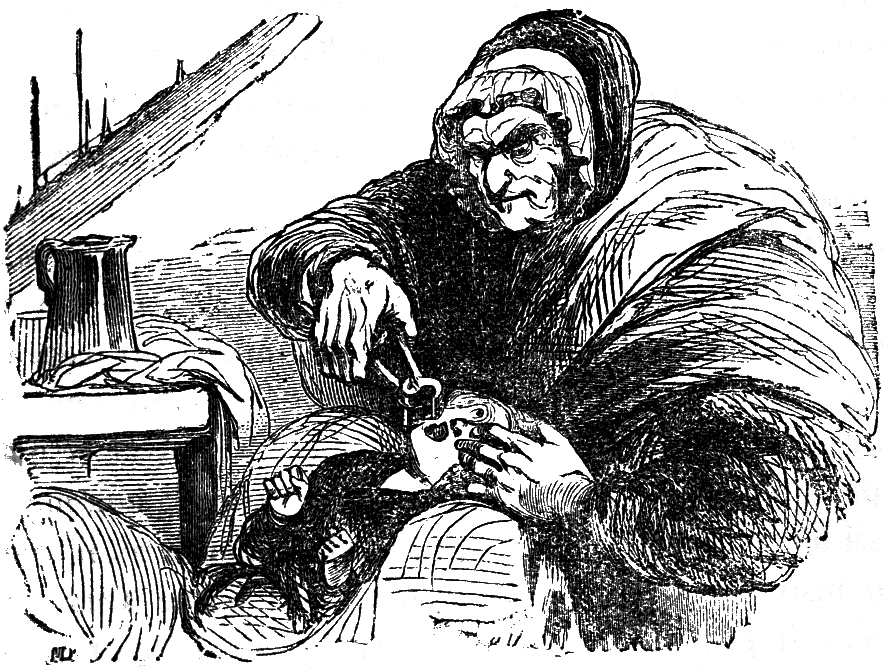
La Chouette punit Fleur-de-Marie en lui arrachant une dent.

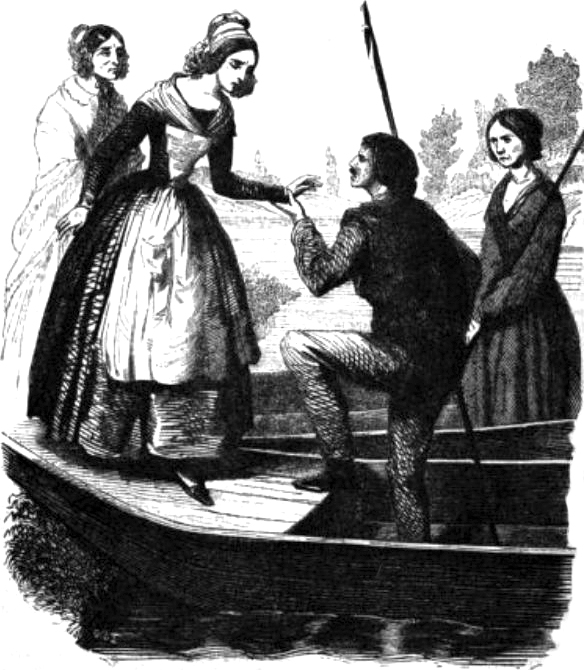
Fleur-de-Marie, dite « la Goualeuse », fille cachée du prince Rodolphe, par Staal gravé par Lavieille dans les Œuvres illustrées d'Eugène Sue, 1850.

Les deux premières figures que rencontre Rodolphe sont le Chourineur et la Goualeuse. Le Chourineur est un ancien apprenti boucher qui, à force de tuer des bêtes, a fini par tuer un homme et passé quinze ans au bagne. Rodolphe sauve la Goualeuse de la brutalité du Chourineur, et il sauve le Chourineur de lui-même en le dominant physiquement, en se montrant un adversaire respectueux et en percevant que le Chourineur a quelque chose de bon en lui.
À partir de cette rencontre, le Chourineur et la Goualeuse voueront une reconnaissance indéfectible à leur bienfaiteur Rodolphe, comme la plupart des autres protagonistes du roman d’ailleurs.
Le roman présente une galerie de personnages :
- Rigolette, une grisette toujours gaie mais sérieuse et digne ;
- Le Maître d’école, un ancien bagnard brutal et dangereux au français correct qui cache un terrible secret ;
- Ferrand, le notaire véreux qui, par cupidité, plongera des familles entières dans la misère ;
- La Louve, une camarade de Fleur-de-Marie à la prison pour femmes de Saint-Lazare ;
- La Chouette, une vieille femme borgne aux projets diaboliques ;
- Morel, un ouvrier lapidaire vertueux, et sa famille ;
- Polidori, un abbé et dentiste au sombre passé ;
- Cecily, l’ex-femme du docteur David, une mulâtresse aussi belle que fondamentalement mauvaise ;
- La comtesse McGregor, femme fatale, ambitieuse et comploteuse ;
- Monsieur et Madame Pipelet, concierges[N 3] ;
- Bras-Rouge, un caïd parisien ;
- Tortillard, son fils, boiteux, rusé et mauvais ;
- Le Squelette, assassin entièrement insensible à l’influence positive de Rodolphe ;
- Martial et sa famille, sur une île terrifiante de la Seine ;
- Fleur-de-Marie, la Goualeuse, héroïne fragile, fille cachée de Rodolphe.

Hormis Rodolphe qui est bien au-dessus des questions de classes sociales, la noblesse parisienne est dépeinte comme sourde aux malheurs du peuple ou même des siens, concentrée sur des activités et des intrigues plutôt vaines.

## Postérité et conséquences

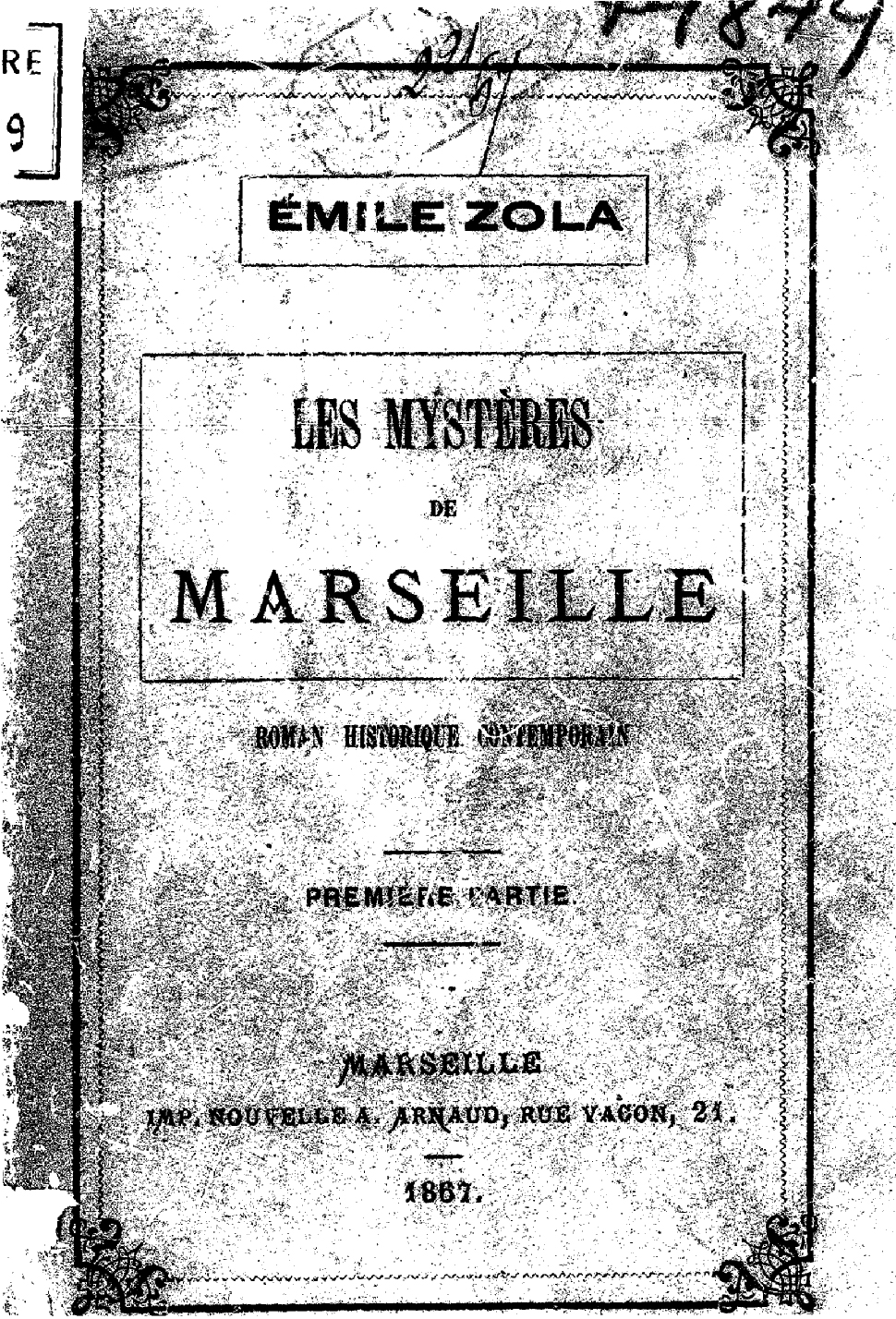
Couverture de l’édition princeps des Mystères de Marseille d’Émile Zola (1867).

On a beaucoup parlé de l’invention du roman au XIXe siècle : Stendhal, Balzac, Dumas, Flaubert, Gautier, Sand ou Hugo. On oublie souvent Eugène Sue. Théophile Gautier a dit du roman : « Tout le monde a dévoré les Mystères de Paris, même les gens qui ne savent pas lire : ceux-là se les font réciter par quelque portier érudit et de bonne volonté ». Les Mystères de Paris a une place unique dans la naissance de ce genre de littérature : il ne s’agit pas seulement d’un roman fleuve qui a tenu en haleine des centaines de milliers de lecteurs pendant plus d’un an (jusqu’aux illettrés qui s’en faisaient lire les épisodes ou ses lecteurs qui faisaient la queue devant le Journal des débats pour connaître la suite des aventures), c’est aussi une œuvre majeure dans l'émergence d’une certaine forme de conscience sociale qui a favorisé la Révolution de 1848.
Les Mystères de Paris est perçu en France, et ailleurs, comme un roman socialiste et Sue lui-même s’est converti à cette doctrine pourtant si éloignée de son monde. Élu député de la Seine en 1850, avec 130 000 voix d’ouvriers, ses positions l'amènent à choisir l’exil lors du coup d’État de Napoléon III.
L’intérêt des Mystères de Paris ne se limite pas à leur destinée politique. Le livre inaugure aussi un genre qui deviendra plus tard le feuilleton radiophonique ou télévisuel, une œuvre de fiction à destination des masses, stimulant les esprits par des thèmes que l’auteur lui-même ne maîtrise plus, par l’exposition des passions humaines les plus fortes et les plus refoulées.
Les Mystères de Paris ont inspiré des dizaines de romans dans plusieurs pays : les Mystères de Marseille par Émile Zola, The Mysteries of London de George W. M. Reynolds, les Mystères de Londres de Paul Féval, les Mystères de Lisbonne, de Camilo Castelo Branco, mais également les Mystères de Naples de Francesco Mastriani, les Mystères de Florence de Carlo Collodi, les Mystères de Berlin, les Mystères de Munich, les Mystères de Bruxelles, les Nouveaux Mystères de Paris de Léo Malet, Les Futurs Mystères de Paris de Roland C. Wagner, Les Mystères Fantastiques de Paris de Thomas Andrew et Sebastian Bernadotte, etc.
Quatorze imitations au moins paraissent de 1849 à 1870. Par ailleurs, le roman est traduit et réédité pendant plusieurs décennies dans de nombreux pays et a servi de modèle à un nouveau type de littérature populaire et parfois nationale.
Alexandre Dumas a raconté que, jusqu’à sa mort, Sue a reçu des lettres anonymes accompagnées d’argent qu’on lui demandait de confier à quelque bonne œuvre. Il reçoit aussi de temps en temps des requêtes qu’on le charge de transmettre à Rodolphe, le héros du roman, car beaucoup sont convaincus que ce prénom cache en fait une personnalité existante, quelque grand prince, « et se ruine en répondant positivement aux sollicitations financières de ses lecteurs les plus misérables, qui l’assimilent dans leurs lettres au Prince Rodolphe ».

## Adaptations
Le roman a donné lieu à une pièce, en février 1844, avant d’être adapté, à plusieurs reprises, au grand écran, notamment par Jacques de Baroncelli, en 1943 et par André Hunebelle, avec Jean Marais dans le rôle de Rodolphe, en 1962.
À la télévision, l'adaptation de Claude Santelli réalisée par Marcel Cravenne, avec Denise Gence, sociétaire de la Comédie-Française, dans le rôle de La Chouette, a été diffusée, le soir du réveillon de 1961. François Mauriac lui a consacré sa chronique du Figaro littéraire du 6 janvier 1962. En 1980, André Michel en a réalisé une adaptation en 6 épisodes,.

## Galerie des personnages

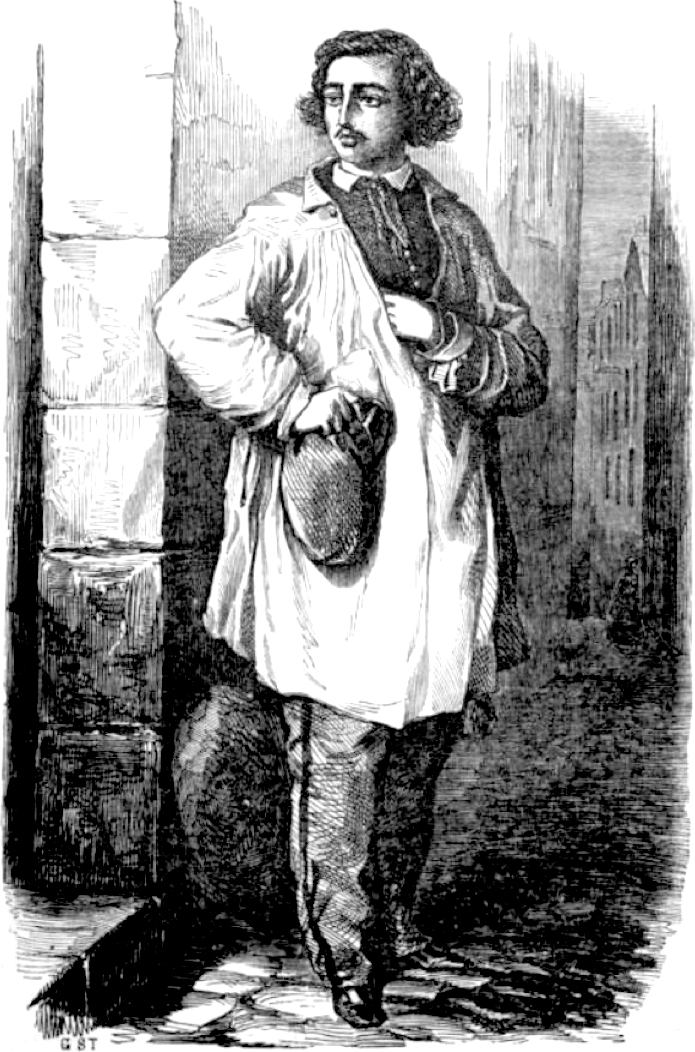
Rodolphe en ouvrier.
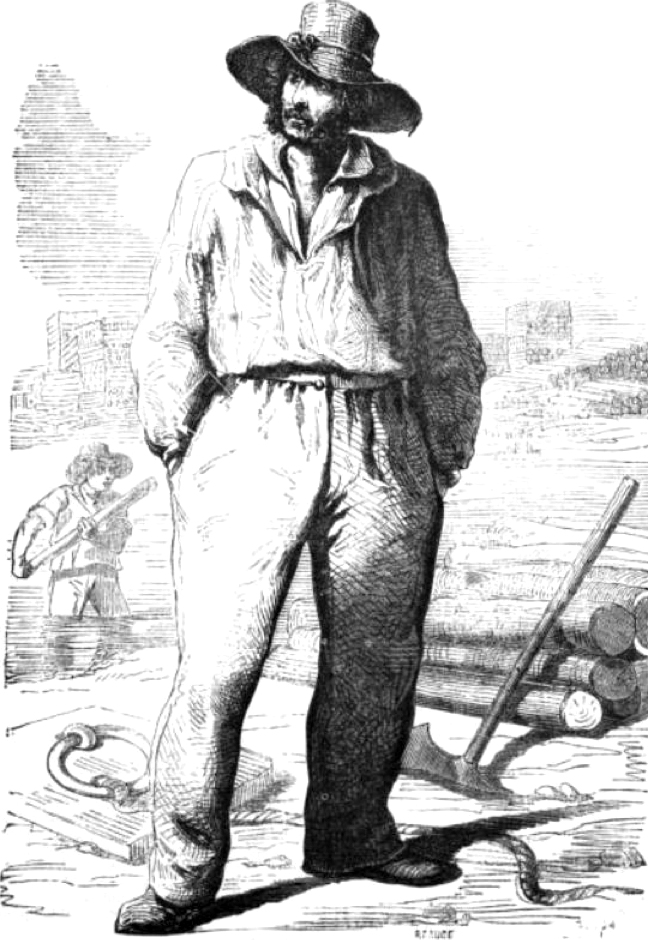
Le Chourineur.
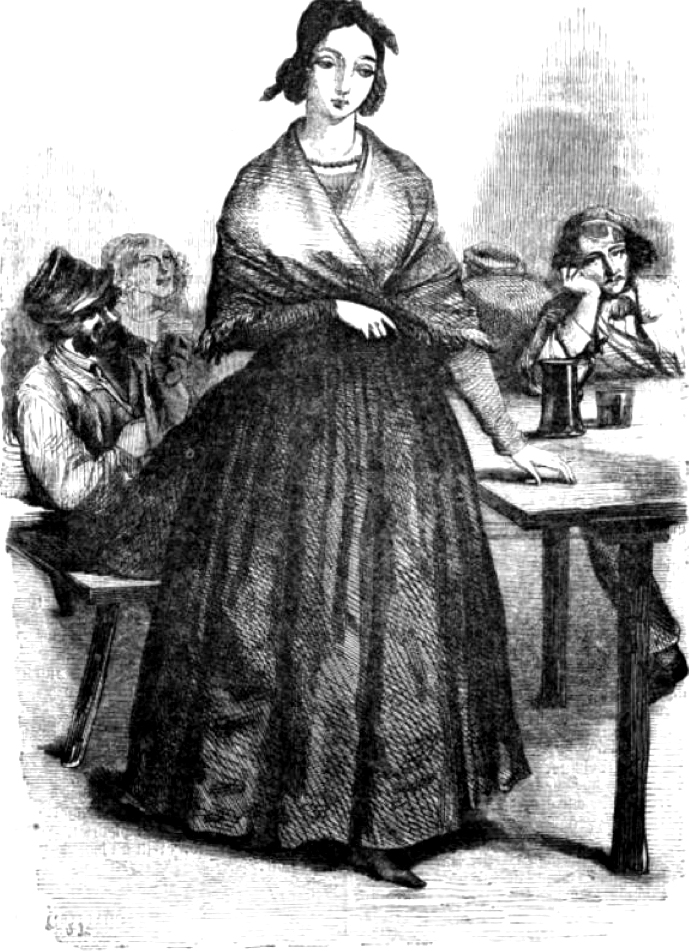
La Goualeuse.
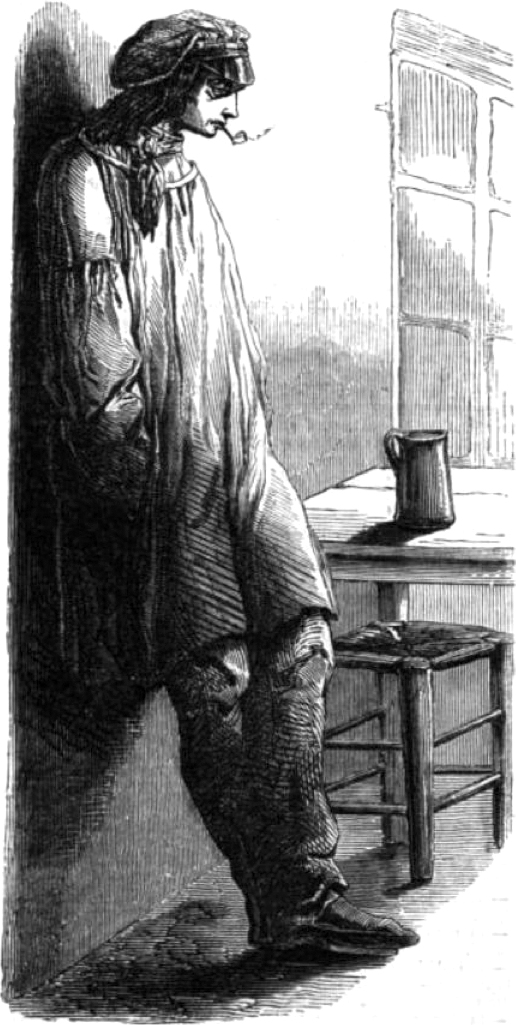
Barbillon.
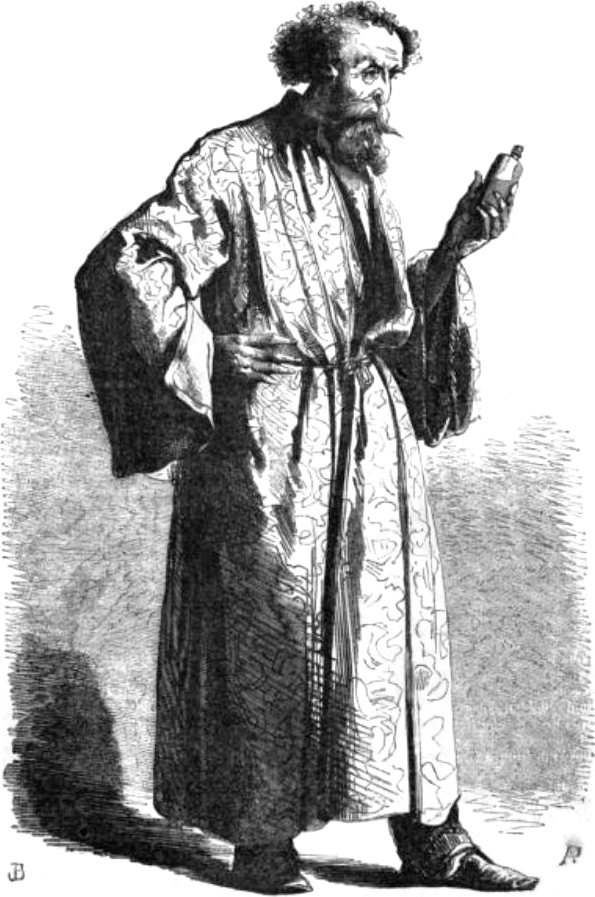
Bradamanti.
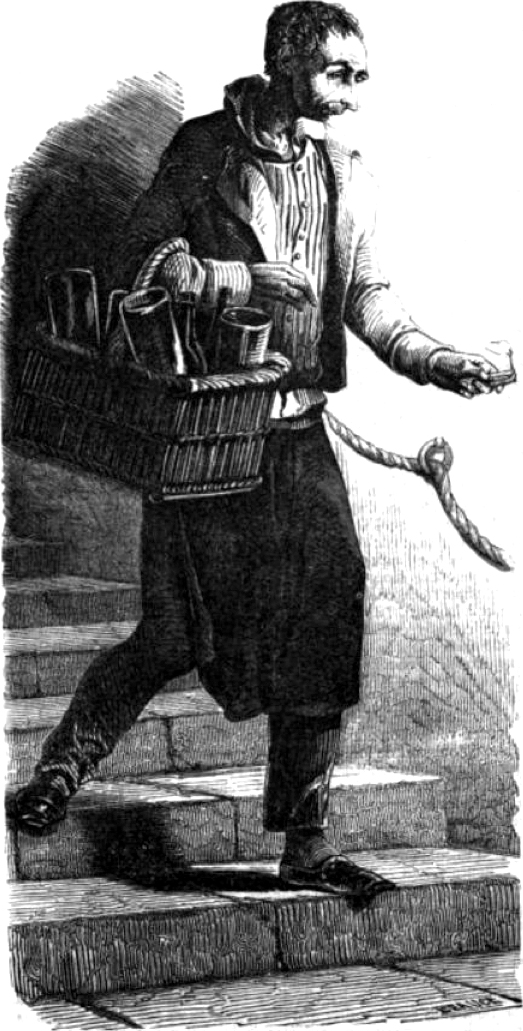
Bras-Rouge.
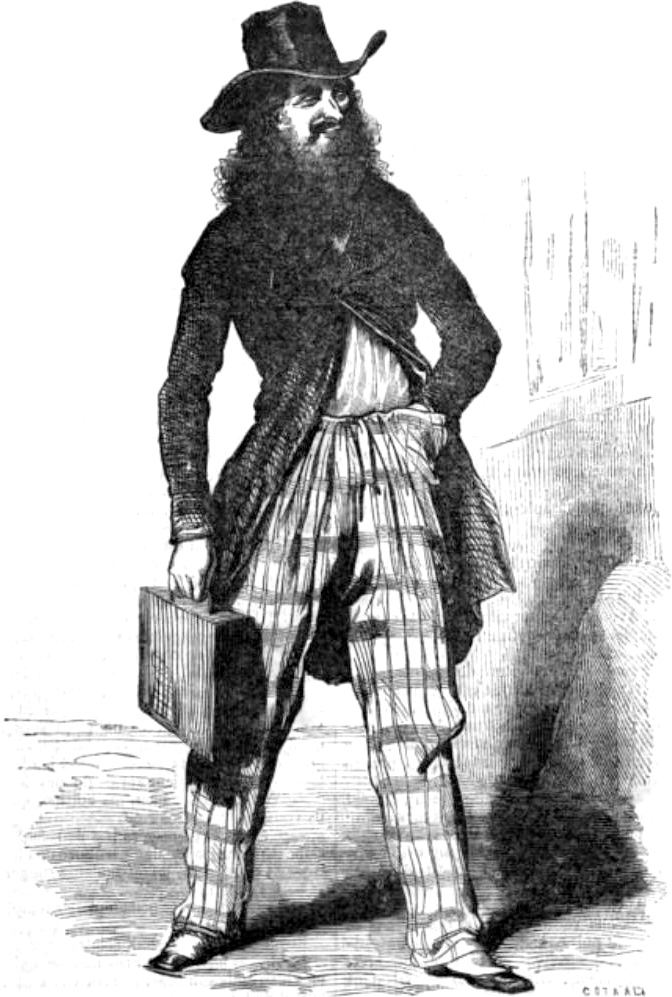
Cabrion.
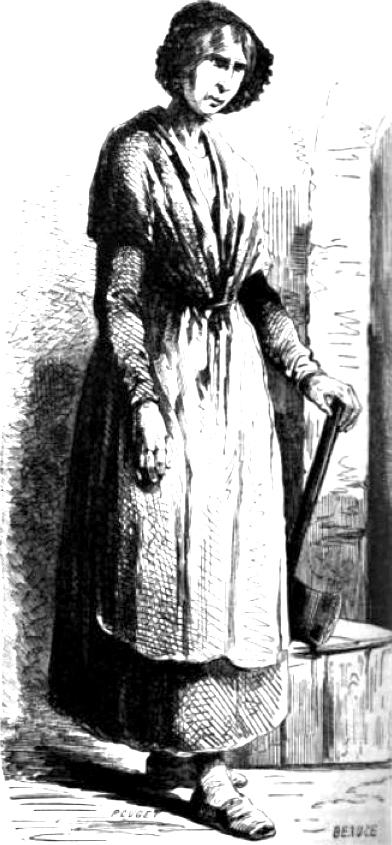
Calebasse.
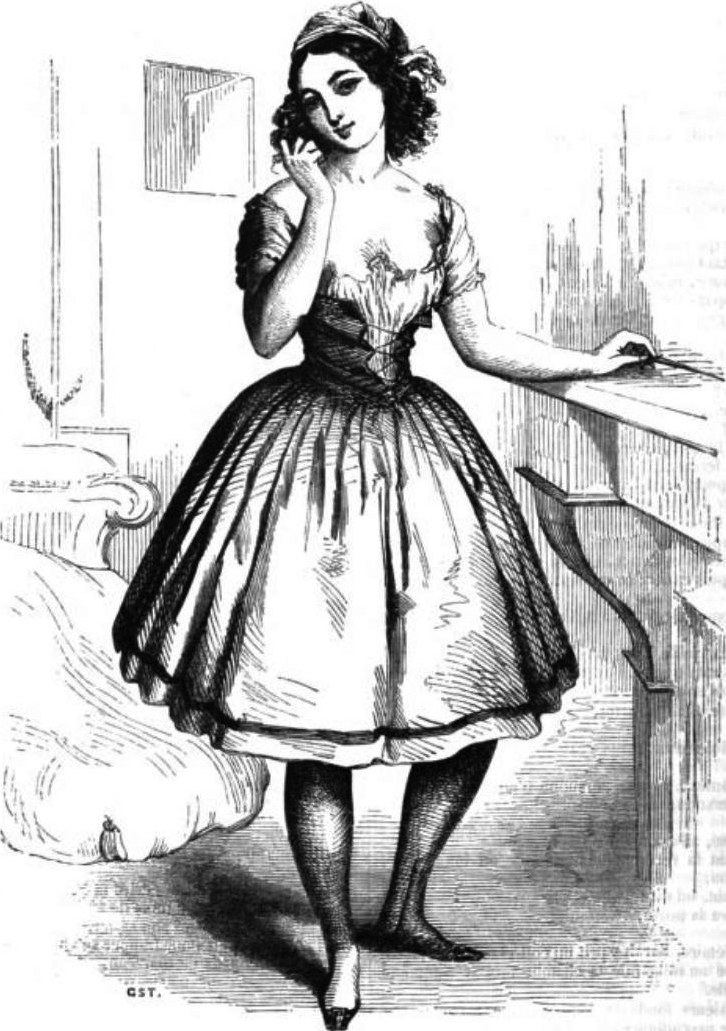
Cecily.
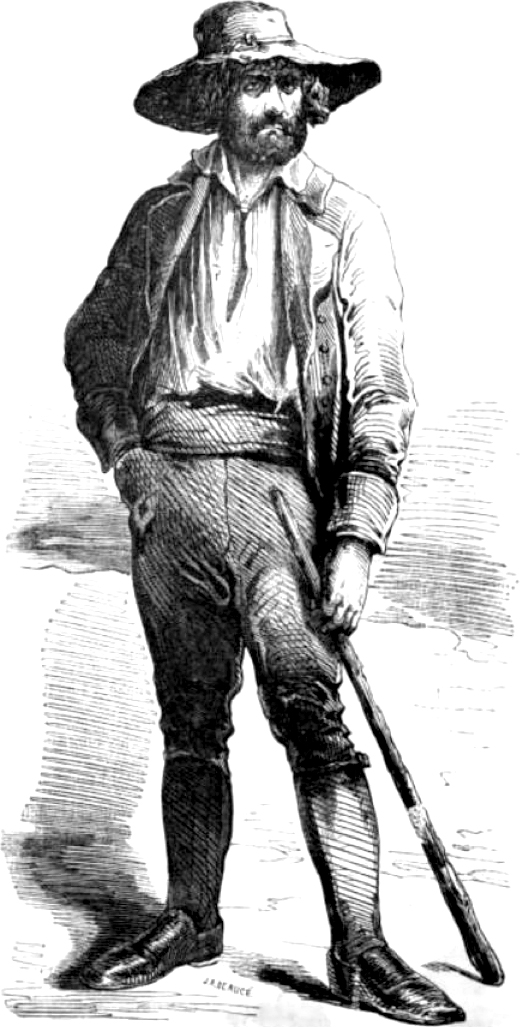
Coupe-en-deux.
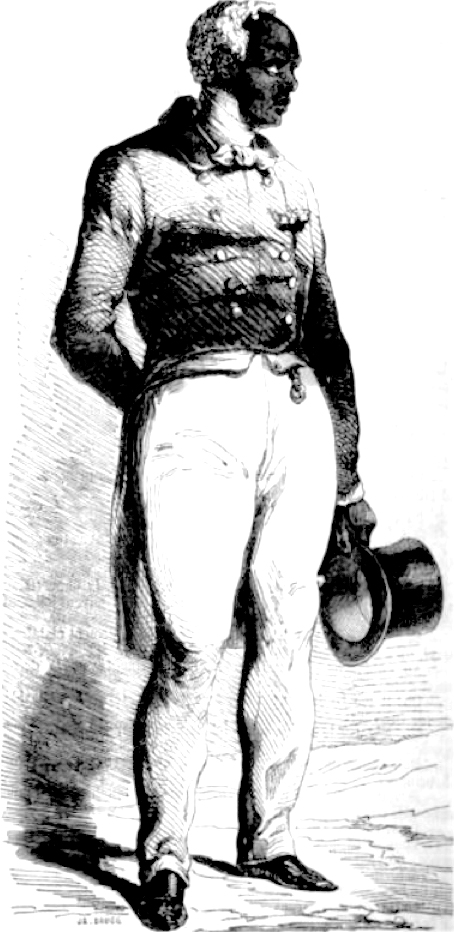
Le Dr David.
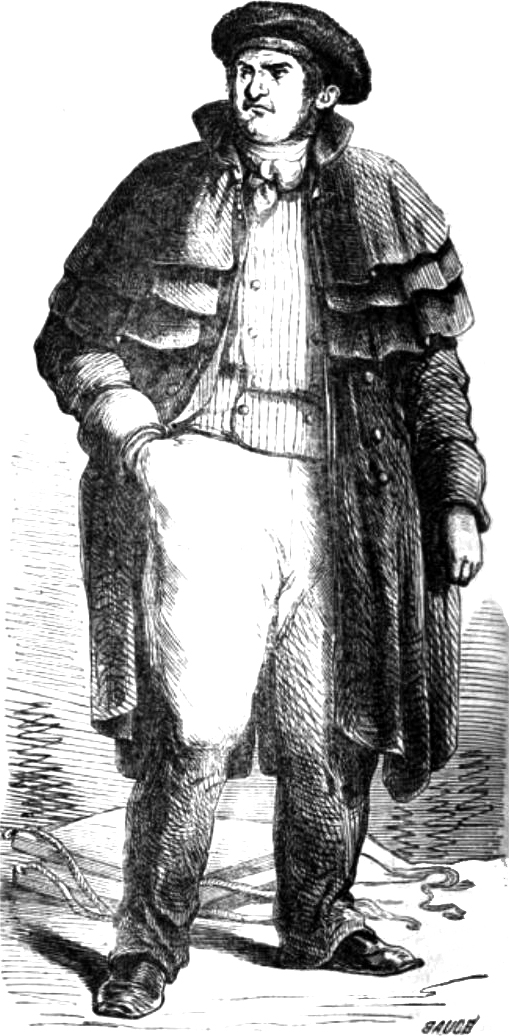
Le père Micou.
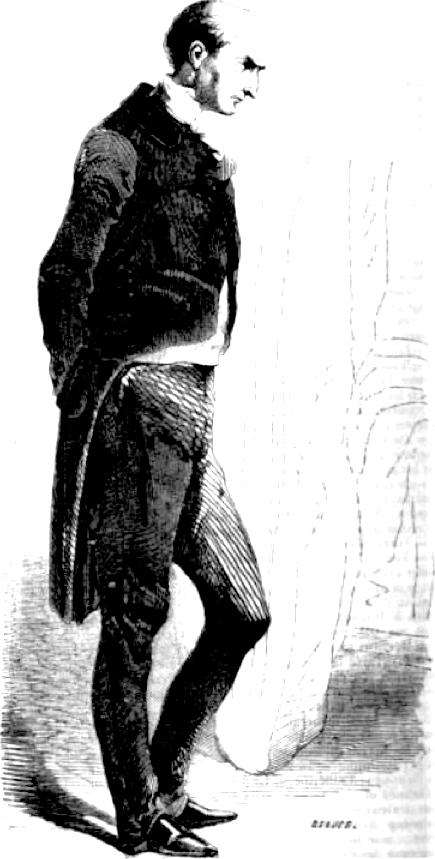
Griffon.
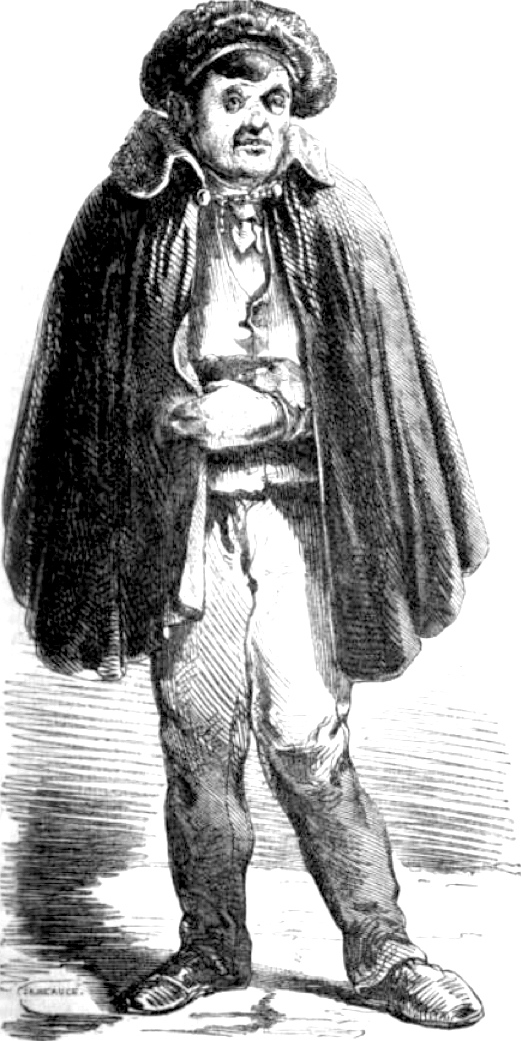
Gros-Boiteux.
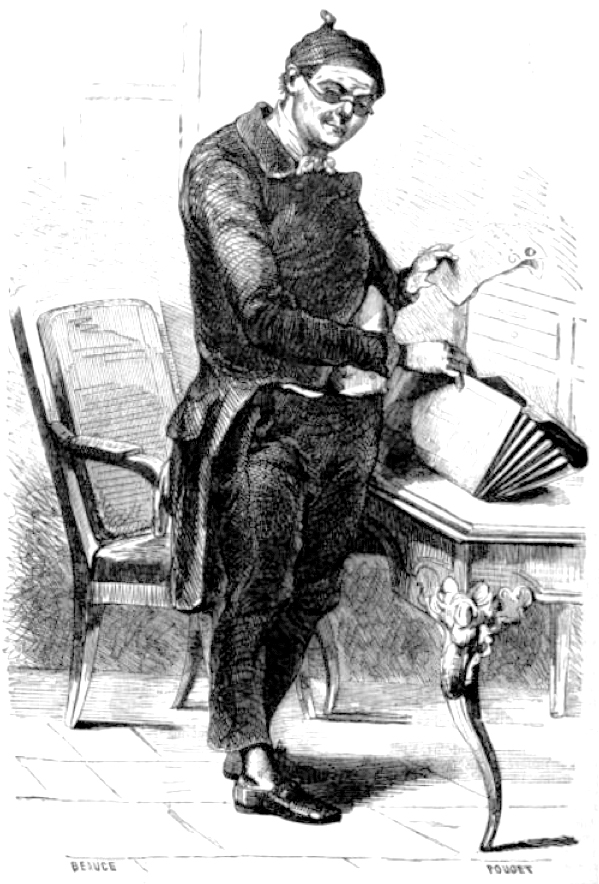
Jacques Ferrand.
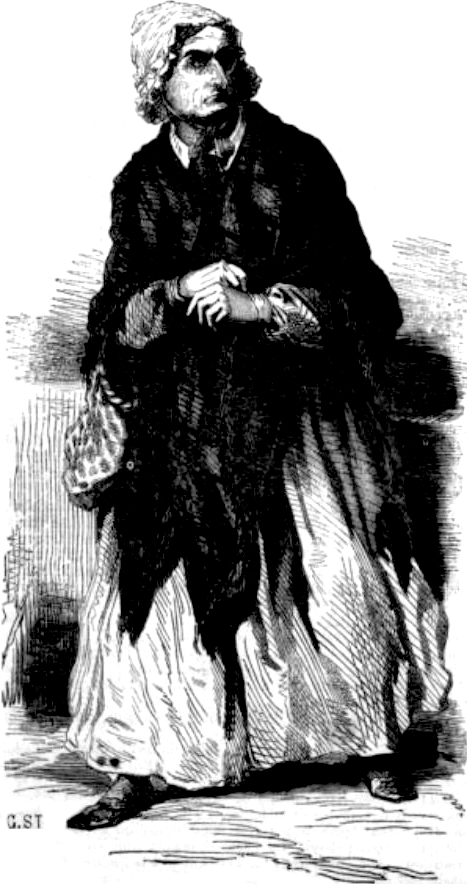
La Chouette.
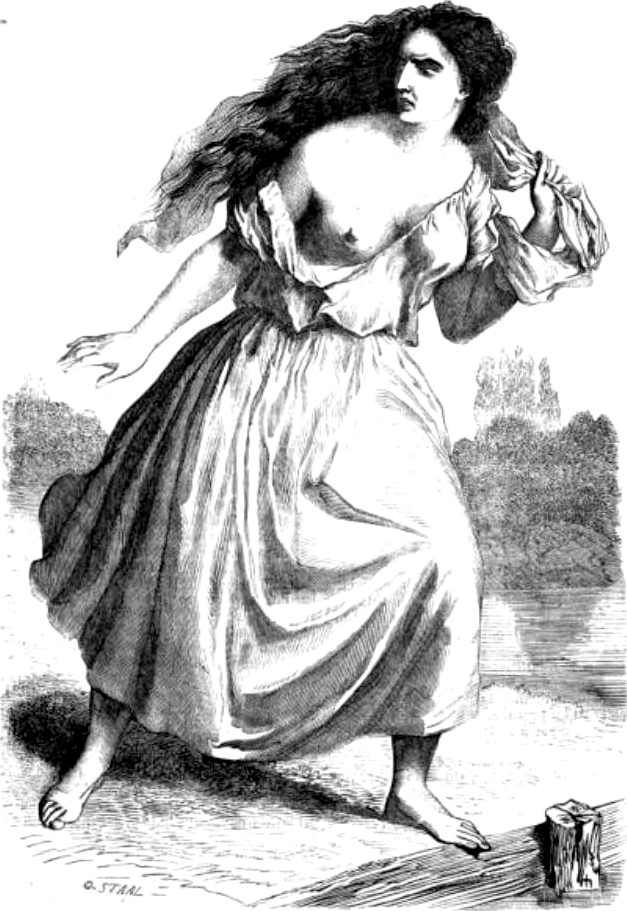
La Louve.
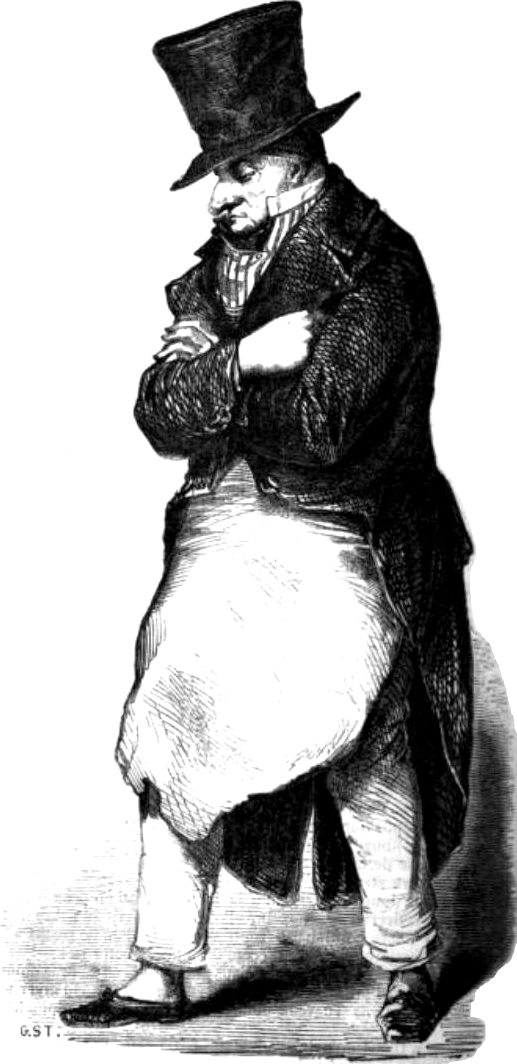
Monsieur Pipelet.
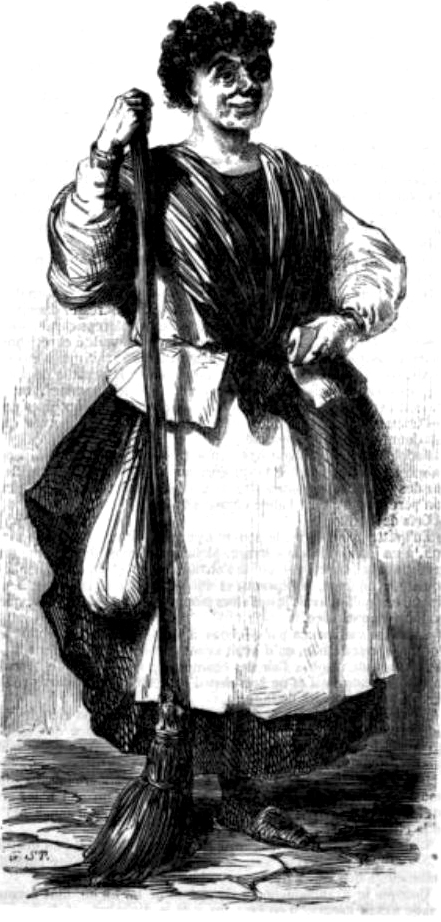
Madame Pipelet.
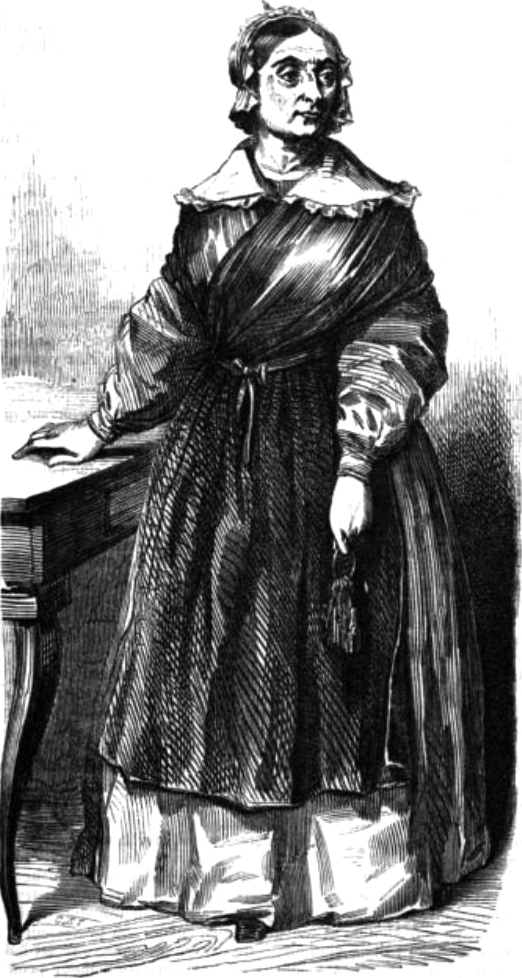
Madame Séraphin.
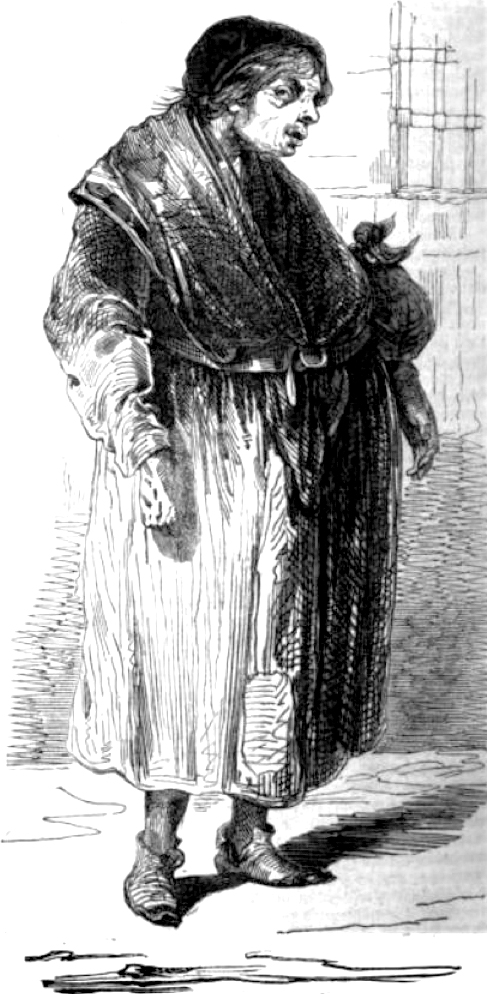
Mont-Saint-Jean.
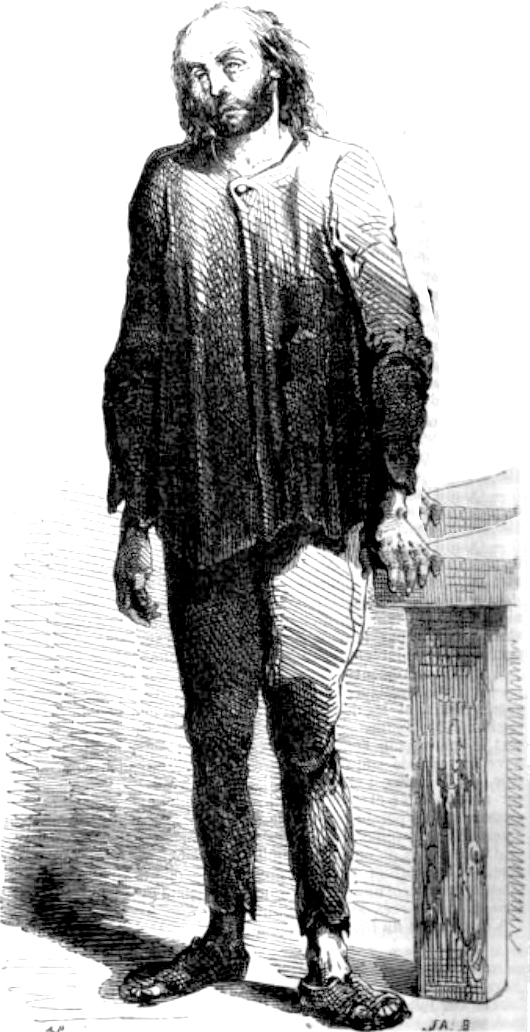
Morel.
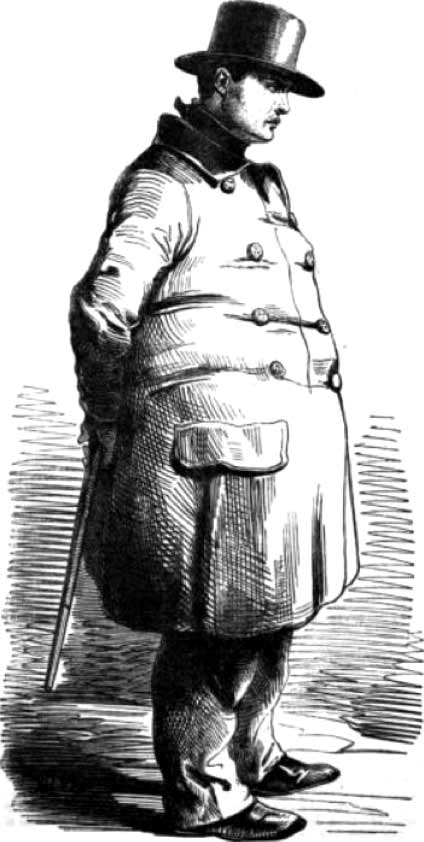
Narcisse Borel.
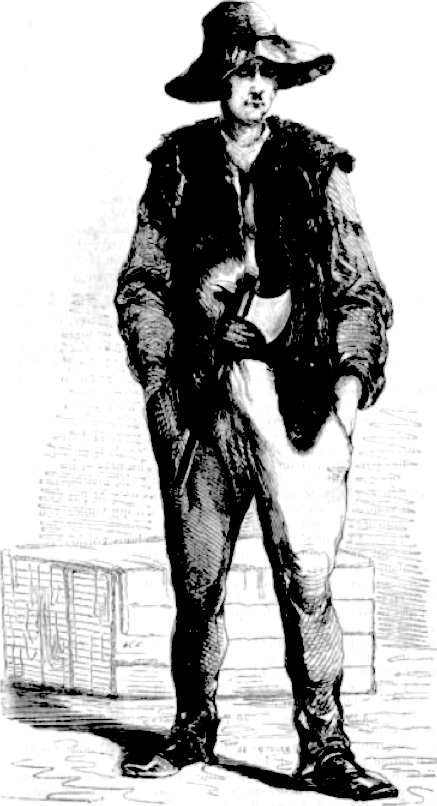
Nicolas Martial.
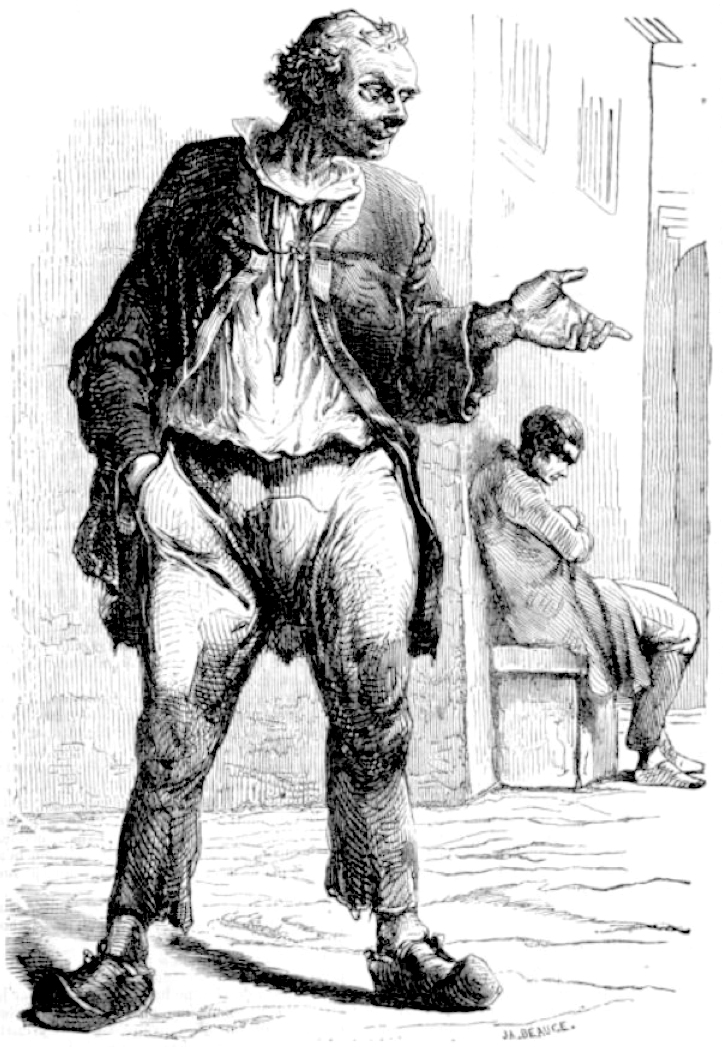
Pique-Vinaigre.
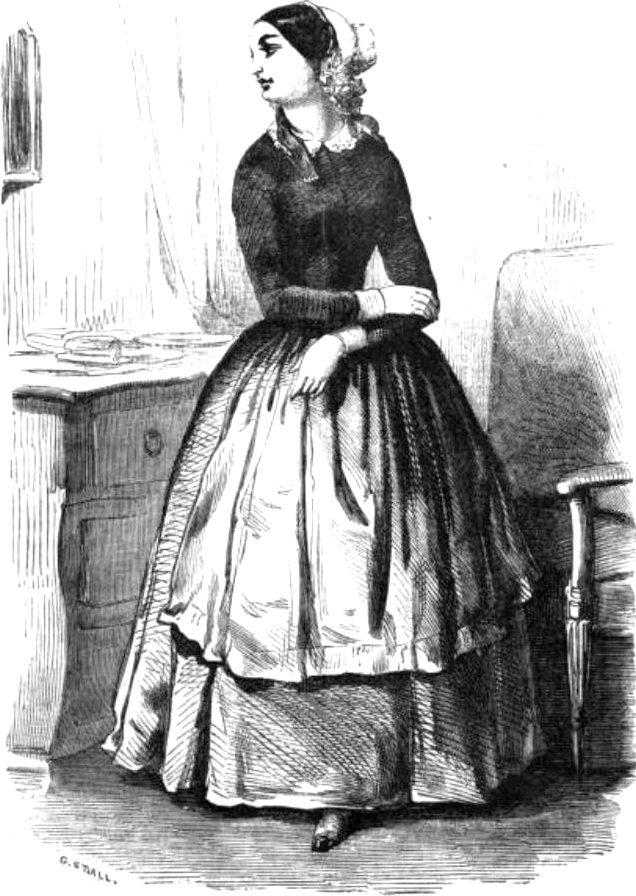
Rigolette.
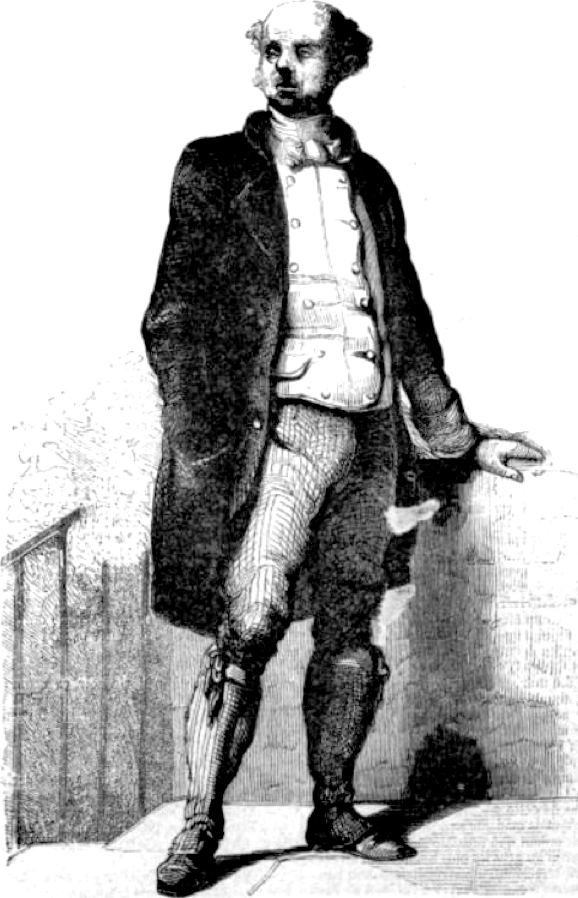
Sir Walter Murph.
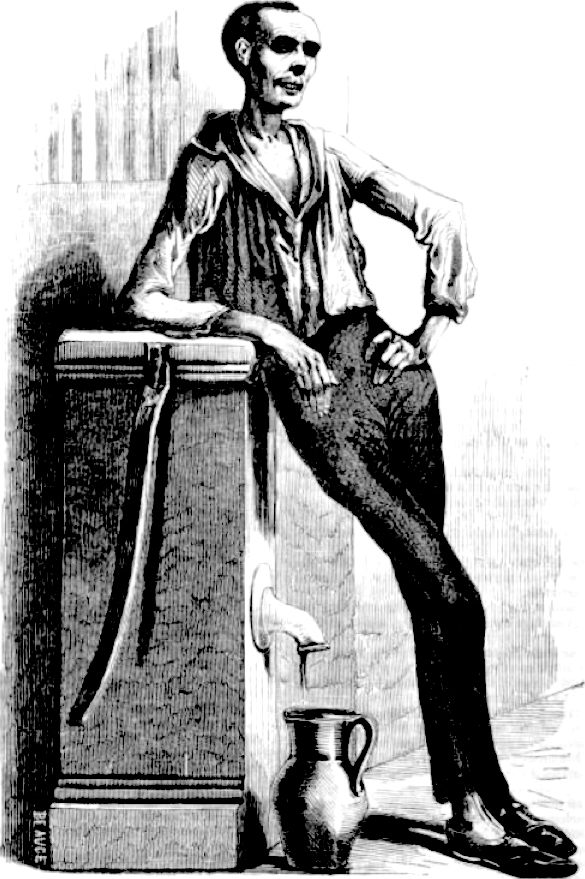
Le Squelette.
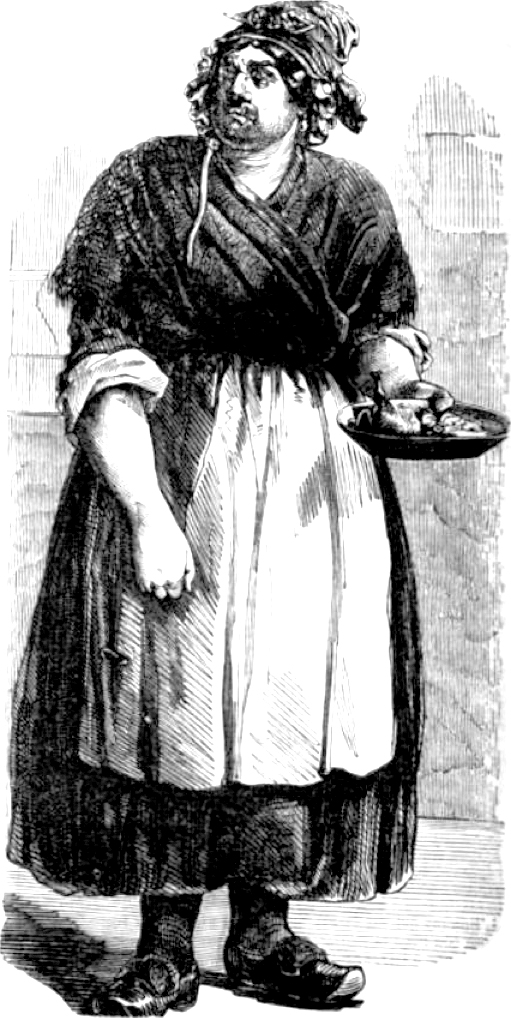
L’Ogresse.
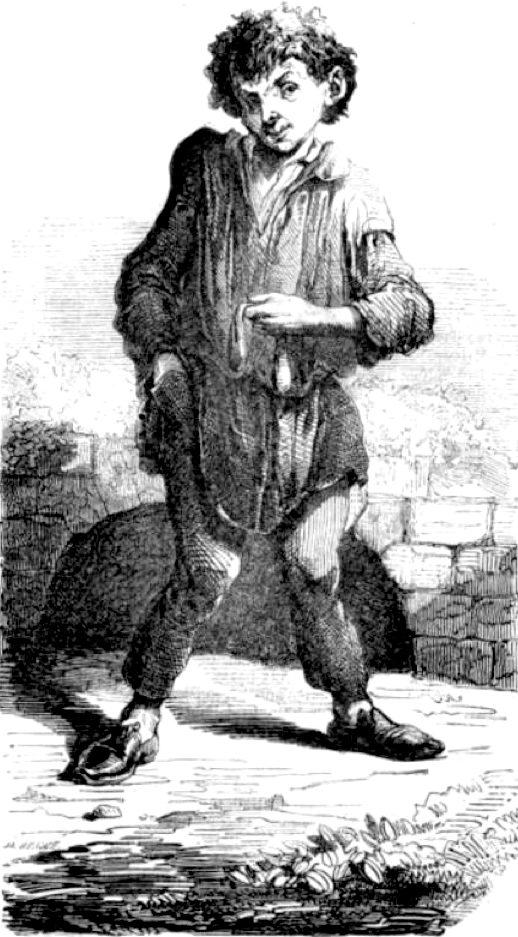
Tortillard.